# Медаль «Ледник Сиачен»
Медаль «Ледник Сиачен» (англ. Siachen Glacier Medal, хинди सियाचिन ग्लेशियर पदक) — военная государственная награда Индии, учреждённая в 1987 году для поощрения военнослужащих и гражданских лиц, участвовавших в операциях на одноимённом леднике в ходе индо-пакистанского пограничного конфликта. Вручается за службу в экстремальных высокогорных условиях, включая участие в операция «Мегдут» (1984).

## Критерии награждения
Правом на награждение медалью обладали разные категории военных и гражданских. Военнослужащие всех рангов Вооружённых сил Индии (включая Территориальную армию). Сотрудники полиции, железнодорожных войск, сил гражданской обороны и гражданским лицам, действовавшим под руководством военных. Участникам первоначальной операции по закреплению на стратегических высотах (Била-Фондла, Индира-Кол и др.) в апреле 1984 года. Лицам, находившимся в зоне боевых действий не менее 30 дней (для носильщиков — аналогичный срок). Лётному составу ВВС, совершившему не менее 3 боевых или снабженческих вылетов. Командному составу, совершившему 10 инспекционных выездов в зону конфликта. Кавалерам боевых наград, раненым или погибшим вне зависимости от срока службы.
Личный состав, физически присутствовавший в течение дня или ночи в районе к северу от базового лагеря NK 1963 в период с 12 по 18 апреля 1984 года.
Квалификационная зона включала в себя район к северо-западу от линии, соединяющей координаты NL 628181 – Кадпа-Нгонпо (NM 311893), согласно картам Джамму и Кашмира, масштаб 1:250 000, листы № 52B, 52E и 52F.

## Описание награды
Круглая медаль диаметром 35 мм изготовлена из медно-никелевого сплава. На аверсе изображена высокая, покрытая снегом гора с длинным ледником, пересекающим её, и солдат в снежной одежде с винтовкой, стоящий на дальнем конце ледника, словно охраняя его. Над вершиной изображён вертолёт. На реверсе медали изображён государственный герб Индии с надписями на хинди «सियाचिन ग्लेशियर पदक» и англ. «Siachen Glacier Medal».
Шёлковая лента, шириной 32 мм, с двумя полосами тёмно-синего (10 мм) и между ними белой (11 мм).